# Çamlıca, Akçaabat
Çamlıca là một xã thuộc huyện Akçaabat, tỉnh Trabzon, Thổ Nhĩ Kỳ. Dân số thời điểm năm 2011 là 506 người.